# Klemen Bergant
Klemen Bergant, slovenski alpski smučar, * 14. september 1966, Ljubljana.
Bergant je za Socialistična federativna republika Jugoslavija nastopil na Zimskih olimpijskih igrah 1988, kjer je v veleslalomu osvojil 15. mesto. Za Slovenijo je nato nastopil na Zimskih olimpijskih igrah 1992 in v slalomu osvojil 24. mesto.
Trenutno je glavni trener slovenske moške reprezentance v alpskem smučanju. Pod njegovim okriljem je alpski smučar Žan Kranjec osvojil olimpijsko srebro v veleslalomu na zimskih olimpijskih igrah 2022 v Pekingu. Po koncu sezone 2023/2024 sta na Žanovo željo prekinila sodelovanje.